# Gangaro
Gangaro è un isolotto disabitato della Croazia situato nel mare Adriatico a sud di Pasman; fa parte dell'arcipelago zaratino. Amministrativamente appartiene al comune di Tuconio, nella regione zaratina.

## Geografia
Gangaro si trova circa 2,2 km a sud-ovest dalla punta meridionale di Pasmano, punta Borogna Inferiore (rt Donji Borovnjak), a 6 km dalla costa dalmata, 500 m a sud dell'isolotto di Sisagno (Žižanj) e circa 3 km ad ovest di Vergada. È lunga circa 1,9 km per 0,54, ha una superficie di 0,79 km², uno sviluppo costiero di 4,65 km ed un'altezza massima di 26,5 m; l'isola ha una forma allungata ed è circondata da vari scogli. Nella parte settentrionale c'è un gruppo di case con un punto di attracco.

### Isole adiacenti
- Sisagno (Žižanj), isolotto tra Gangaro e Pasmano.
- Asinello Grande[9] o Osliak[10] o Ossliak[5] (Ošljak Veli), scoglio rotondo (diametro circa 100 m[2]) a nord a 660 m[2]; ha un'area di 0,011 km²[6], la costa lunga 376 m[6] ed è alto10,8 m[2] 43°52′34″N 15°26′18″E.
- Asinello Piccolo[9] (Ošljak Mali), piccolo scoglio a est-nord-est a 1,1 km di distanza[2], con un'area di 2290 m²[6] e l'altezza di 4 m[2] 43°52′36″N 15°26′49″E.
- Isolotti Cottola (Kotula Vela, Kotula Mala e Runjava Kotula), a est.
- Obun (Obun), 1 km circa in direzione sud-est[2].

### Cartografia
- (HR) Mappa topografica della Croazia 1:25000, su preglednik.arkod.hr. URL consultato il 27 febbraio 2017.
- G. Giani, Carta prospettiva delle Comuni censuarie della Dalmazia, foglio 6, 1839. Fondo Miscellanea cartografica catastale, Archivio di Stato di Trieste.
- Carta di cabottaggio del mare Adriatico, foglio VII, Milano, Istituto geografico militare, 1822-1824. URL consultato il 27 febbraio 2017 (archiviato dall'url originale il 13 aprile 2013).